# Tripla giunzione di Rivera

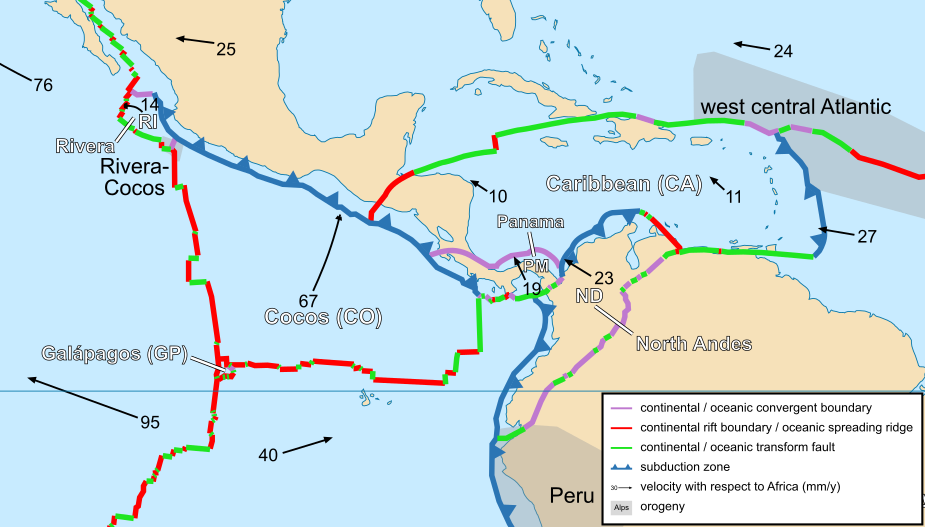
La situazione delle placche tettoniche nella zona centroamericana, in alto a sinistra si può vedere la placca di Rivera e in alto sopra di essa la tripla giunzione omonima.

La tripla giunzione di Rivera (RTJ) è una tripla giunzione geologica situata nella regione sud orientale dell’Oceano Pacifico, vicino alla punta meridionale della penisola della Bassa California. Le tre placche tettoniche che si incontrano in questo punto sono la placca nordamericana, la placca di Rivera e la placca pacifica. Spesso ci si riferisce a questa giunzione come la controparte meridionale della tripla giunzione di Mendocino. Uno studio di ricerca la descrive come una giunzione di tipo R-R-R (giunzione di tre dorsali oceaniche, in inglese Ridge-Ridge-Ridge) dato che giace sul segmento della dorsale del Pacifico orientale che si snoda tra la faglia di Rivera e la faglia di Tamayo, sebbene non sia ancora chiaro quale sia il terzo asse di questa giunzione.
Il problema nella descrizione della tripla giunzione di Rivera è dato dal fatto che se veramente fosse l’analogo della tripla giunzione di Mendocino, allora dovrebbe esistere un punto di incontro tra la dorsale del Pacifico orientale, la faglia di Tamayo e la fossa centroamericana. Finora però non sono state trovate prove dell’intersezione tra la fossa centramericana e le altre due formazioni  ed è quindi stata avanzata l’ipotesi che quella di Rivera possa essere una tripla giunzione estesa.